# Alstom Czech Republic
ALSTOM Czech Republic a.s. je česká pobočka divize nadnárodní společnosti Alstom. Pobočka sídlí ve výrobním závodě v České Lípě, kde se vyrábí komponenty vlakových souprav, má také obchodní zastoupení v Praze.

## Historie
V České Lípě existovala společnost Bohemia, která např. v roce 1931 dodala do Mariánských Lázní dva vagony tramvaje. O několik let později byla začleněna pod Ringhofferovy závody. Po skončení války došlo v říjnu 1945 k jejich zestátnění a v dnešním areálu sídlila Vagonka Tatra, která se zabývala výrobou nákladních vagonů a byla součástí koncernu Československých vagónek Tatra, sdružení národních podniků. Později se sídlo koncernu měnilo, výroba v České Lípě zůstávala. Podnik po roce 1990 získala společnost Bombardier a v jejím areálu vzniklo několik menších servisních podniků. Na přelomu let 2020 a 2021 došlo k převzetí železniční divize společnosti Bombardier společností Alstom, celková cena transakce byla 5,5 miliardy eur. Součástí této akvizice byl i závod v České Lípě.

## Výrobní program
V závodě v České Lípě, čtvrti Dubice se vyrábí součástky vlaků metra v Paříži i regionálních vlaků používaných na tratích Francie a Německa. Zajišťuje především svařování ocelových a nerezových konstrukcí a jejich následné lakování. Podle ředitele Daniela Kurucze probíhalo v roce 2022 pět velkých projektů, jmenovitě: příměstské vlaky RER, které vozí lidi z letiště Charlese de Gaulla do centra Paříže, tramvaje pro Vídeň, regionální vlaky pro Francii a Německo a dále tramvaje pro Austrálii.

## Hospodářské výsledky
V roce 2009 společnost vykazovala ztrátu přes 107 milionů korun, v roce 2010 hospodařila se ziskem 315 milionů Kč a výnosem přes 2 miliardy korun. Ještě zkraje roku 2010 přistoupila k propouštění agenturních pracovníků.